# Meagan Duhamel
Meagan Duhamel (Sudbury, 8 december 1985) is een Canadees voormalig kunstschaatsster. Duhamel en haar partner Eric Radford namen deel aan twee edities van de Olympische Winterspelen: Sotsji 2014 en Pyeongchang 2018. Ze wonnen individueel en met het team olympisch goud, zilver en brons. Duhamel en Radford veroverden twee keer de wereldtitel en twee keer de titel bij de 4CK. Ze was tot 2007 ook actief als soloschaatsster en schaatste eerder met Ryan Arnold (2004-06) en met Craig Buntin (2007-10).

## Biografie

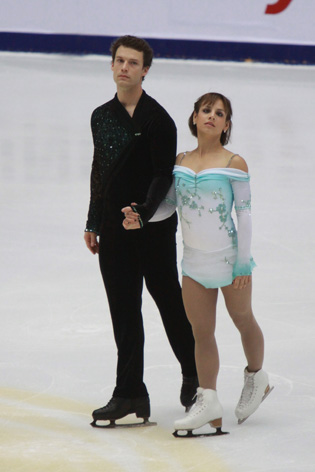
Duhamel en Craig Buntin (2009)

Duhamel begon als driejarig meisje met schaatsen. De soloschaatsster combineerde haar sport jarenlang met het paarrijden. Duhamel was in 2003 nationaal kampioene bij de meisjes en werd dat jaar dertiende bij de WK junioren. Ze eindigde individueel als vijfde bij de viercontinentenkampioenschappen 2006. In 2004 ging ze een samenwerking aan met Ryan Arnold. Als eerste kunstschaatsers voerden ze naast elkaar succesvol een drievoudige Lutz uit. Ze werden achtste bij de WK junioren 2005. Duhamel boekte ook succes met haar tweede partner Craig Buntin, met wie ze vanaf 2007 schaatste. Zo werd het paar zesde en achtste bij de WK 2008 en 2009 en vierde en derde bij de 4CK in 2009 en 2010. Buntin beëindigde in 2010 zijn sportieve carrière. Duhamel overwoog dat ook te doen, maar ging toch door.
In 2010 vervolgde ze haar carrière met Eric Radford. Ze werden zeven keer Canadees kampioen, wonnen twee keer goud en twee keer zilver bij de 4CK en twee keer goud en twee keer brons bij de WK. Daarnaast namen Duhamel en Radford deel aan twee edities van de Olympische Winterspelen, Sotsji 2014 en Pyeongchang 2018. Hier wonnen ze in totaal drie olympische medailles: goud (2018) en zilver (2014) met het landenteam en brons (2018) bij de paren. Ze voerden in 2014 tijdens een wedstrijd een geworpen viervoudige Salchow uit en oefenden er een geworpen viervoudige Lutz. Duhamel en Radford stopten in april 2018.
Duhamel huwde in 2015 met voormalig kunstschaatser Bruno Marcotte. Het stel heeft samen twee dochters.

## Persoonlijke records
Duhamel/Radford
| records             | punten | datum      | toernooi     |
| ------------------- | ------ | ---------- | ------------ |
| Hoogste totaalscore | 231.99 | 02-04-2016 | WK           |
| Hoogste korte kür   | 078.39 | 28-10-2016 | Skate Canada |
| Hoogste vrije kür   | 153.81 | 02-04-2016 | WK           |

## Belangrijke resultaten
2004-2006 met Ryan Arnold, 2007-2010 met Craig Buntin, 2010-2018 met Eric Radford
| Kampioenschap                | 01/02  | 02/03   | 03/04   |           | 04/05         | 05/06         | 06/07         |               | 07/08         | 08/09         | 09/10         |               | 10/11         | 11/12         | 12/13         | 13/14         | 14/15         | 15/16         | 16/17         | 17/18 |
| ---------------------------- | ------ | ------- | ------- | --------- | ------------- | ------------- | ------------- | ------------- | ------------- | ------------- | ------------- | ------------- | ------------- | ------------- | ------------- | ------------- | ------------- | ------------- | ------------- | ----- |
| Olympische Spelen            |        |         |         |           |               |               |               |               |               |               |               |               | 7e · (team)   |               |               |               | · (team)      |               |               |       |
| Wereldkampioenschap          |        |         |         |           |               |               | 6e            | 8e            |               | 7e            | 5e            | Brons         | Brons         | Goud          | Goud          | 7e            |               |               |               |       |
| Viercontinentenkampioenschap |        |         |         |           | 5e (*)        |               |               | 4e            | Brons         | Zilver        | 4e            | Goud          |               | Goud          | t.z.t.        | Zilver        |               |               |               |       |
| Grand Prix-finale            |        |         |         |           |               |               |               |               |               |               | 5e            | 4e            | 5e            | Goud          | Zilver        | Brons         | Brons         |               |               |       |
| Nationaal kampioenschap      |        |         | 10e (*) | 8e 7e (*) | 6e 4e (*)     | 6e (*)        | Brons         | Zilver        | Brons         | Zilver        | Goud          | Goud          | Goud          | Goud          | Goud          | Goud          | Goud          |               |               |       |
| WK junioren                  |        | 13e (*) |         | 8e        | geen deelname | geen deelname | geen deelname | geen deelname | geen deelname | geen deelname | geen deelname | geen deelname | geen deelname | geen deelname | geen deelname | geen deelname | geen deelname | geen deelname | geen deelname |       |
| Junior Grand Prix-finale     |        |         |         | 5e (*)    | geen deelname | geen deelname | geen deelname | geen deelname | geen deelname | geen deelname | geen deelname | geen deelname | geen deelname | geen deelname | geen deelname | geen deelname | geen deelname | geen deelname | geen deelname |       |
| NK junioren                  | 4e (*) | (*)     |         |           | geen deelname | geen deelname | geen deelname | geen deelname | geen deelname | geen deelname | geen deelname | geen deelname | geen deelname | geen deelname | geen deelname | geen deelname | geen deelname | geen deelname | geen deelname |       |

(*) solo, bij de vrouwen
2014: Pljoesjtsjenko, Lipnitskaja, Volosozjar/Trankov, Stolbova/Klimov, Bobrova/Solovjov, Ilinych/Katsalapov ·
2018: Chan, Osmond, Daleman, Duhamel/Radford, Virtue/Moir ·
2022: Chen, Zhou, Chen, Knierim/Frazier, Hubbell/Donohue, Chock/Bates
- Library of Congress Control Number: no2018130780
- Virtual International Authority File: 3764153895179502410006
- WorldCat: E39PBJp9q84kmyfvhKg84rdmh3